# Голяма Брестниця
Голя́ма Брестни́ця (болг. Голяма Брестница) — село в Ловецькій області Болгарії. Входить до складу общини Ябланиця.

## Населення
За даними перепису населення 2011 року у селі проживали 155 осіб.
Національний склад населення села:
| Національність   | Кількість осіб | Відсоток |
| ---------------- | -------------- | -------- |
| болгари          | 116            | 86,6%    |
| цигани           | 14             | 10,4%    |
| Всього відповіли | 134            |          |

Розподіл населення за віком у 2011 році:
Динаміка населення: